# From the North
From the North är ett album av svenska hardcorebandet Raised Fist, släppt i Sverige den 19 januari 2015. Det är bandets sjätte album.

## Låtlista
| Nr           | Titel                | Längd |
| ------------ | -------------------- | ----- |
| 1.           | Flow                 | 2:57  |
| 2.           | Chaos                | 2:38  |
| 3.           | Man & Earth          | 3:52  |
| 4.           | In Circles           | 2:43  |
| 5.           | We Will Live Forever | 3:13  |
| 6.           | Sanctions            | 2:18  |
| 7.           | Ready To Defy        | 3:23  |
| 8.           | Depression           | 3:06  |
| 9.           | Gates                | 2:11  |
| 10.          | Until The End        | 2:57  |
| 11.          | Unsinkable           | 3:00  |
| Total längd: | Total längd:         | 32:18 |